# Angela Kinsey
Angela Kinsey (25 de junho de 1971) é uma atriz americana, mais conhecida por interpretar a contadora Angela Martin na série da NBC The Office.
Atualmente Kinsey  protagonizou a série de TV Haters Back Off como "Bethany" mãe da personagem Miranda Sings. A série, original da Netflix  estreou em 14 de outubro de 2016 com o total de 8 episódios.

## Filmografia
- Never Have I Ever - 2020
- Haters Back Off – 2016
- Furry Vengeance – 2010
- Yo Gabba Gabba – 2010
- Tripping Forward – 2009
- License To Wed – 2007
- Monk – 2006 (um episódio)
- The Office – 2005–2013
- Career Suicide – 2004